# Kaivantoniemi (ö i Pieksämäki)
Kaivantoniemi är en ö i Finland. Den ligger i sjön Niskajärvi och i kommunen Pieksämäki i den ekonomiska regionen  Pieksämäki ekonomiska region  och landskapet Södra Savolax, i den södra delen av landet, 250 km nordost om huvudstaden Helsingfors. Öns area är 5,9 hektar och dess största längd är 0,6 kilometer i nord-sydlig riktning.